# Buhorok, Ielaneț
Buhorok (în ucraineană Бугорок) este un sat în comuna Iasnohorodka din raionul Ielaneț, regiunea Mîkolaiiv, Ucraina.

## Demografie
Componența lingvistică a localității Buhorok
     Ucraineană (100%)
Conform recensământului din 2001, toată populația localității Buhorok era vorbitoare de ucraineană (100%).